# Richard Bean (Kryptoanalytiker)
Richard Winston Bean ist wissenschaftlicher Mitarbeiter (englisch Research Fellow) an der School of Information Technology and Electrical Engineering der University of Queensland. Internationale Aufmerksamkeit erlangte er auch durch seine kryptologischen Aktivitäten. So gelang es ihm, unterschiedliche, seit Jahrzehnten ungebrochene Kryptogramme als Erster zu entziffern.

## Leben
Nachdem Richard Bean an der University of Queensland seinen Bachelor of Science (B.Sc.) erhalten hatte, promovierte er dort im Jahr 2001 im Fach Mathematik zum Doctor of Philosophy (Ph.D.). Das Thema seiner Dissertation lautete Critical Sets in Latin Squares and Associated Structures. Seitdem arbeitet er dort als wissenschaftlicher Mitarbeiter am Center for Energy Data Innovation (CEDI), das sich auf dem Campus der Universität befindet. Er verfasste in den letzten zwei Jahrzehnten mehr als 30 Veröffentlichungen auf Fachgebieten wie Kombinatorik, Statistik, Energiesysteme und Verkehr.
Durch seine Forschungen beim CEDI hilft er Energieversorgern, den zu erwartenden Strombedarf möglichst präzise vorherzusagen, was den effizienten Betrieb eines Verteilungsnetzes und den Betrieb von virtuellen Kraftwerken (VPPs) und eingebetteten Netzen mit Batterien ermöglicht.
Neben seiner akademischen Arbeit befasst er sich mit vielfältigen Herausforderungen der klassischen Kryptographie. Eine außergewöhnliche kryptanalytische Glanztat gelang ihm beispielsweise durch erfolgreiche Entzifferung eines besonders schwierig polyalphabetisch verschlüsselten Textes, dem sogenannten 2. Thouless-Kryptogramm. Dieses war im Jahr 1948 vom britischen Parapsychologen Robert Thouless (1894–1984) verschlüsselt worden und blieb viele Jahrzehnte lang ungebrochen. Erst 2019 gelang dies Richard Bean. Dazu nutzte er  37.000 Bücher, die er zuvor über das Project Gutenberg heruntergeladen hatte, und durchsuchte diese nach Schlüsselphrasen, erhielt so Hunderte von Millionen Schlüsselkandidaten, fand schließlich den richtigen, und konnte als Erster nach mehr als 70 Jahren den 1948 verschlüsselten Text lesen.
Auch gelang es ihm als Erstem, einen von der IRA in den 1920er Jahren verschlüsselten Geheimtext zu knacken. Dieser war mithilfe eines Transpositionsverfahrens erzeugt worden und lautete: GTHOO RCSNM EOTDE TAEDI NRAHE EBFNS INSGD AILLA YTTSE AOITDE. Zuvor hatte der bekannte amerikanische Kryptoanalytiker Jim Gillogly viele andere, ähnlich verschlüsselte Texte der IRA gelöst, jedoch nicht diesen. Erst Richard Bean gelang 2019 die Lösung. Der von ihm ermittelte Klartext lautet: Gelignite Scotland states they raided and obtained some of this.
Richard Bean kommentierte: „I had to check it with Jim Gillogly, who agreed that I got it right.“ („Ich musste es mit Jim Gillogly abklären, der bestätigte, dass ich es richtig gemacht hatte.“)

## Schriften (Auswahl)
- mit George Lasry und Frode Weierud: Eavesdropping on the Biafra-Lisbon link – breaking historical ciphers from the Biafran war, Cryptologia, 2020, doi:10.1080/01611194.2020.1762261.
- The Use of Project Gutenberg and Hexagram Statistics to Help Solve Famous Unsolved Ciphers in HistoCrypt 2020, S. 31–35, PDF; 97 MB.